# Iuri Jaunou
Iuri Jaunou   (Dobrush, 17 d'abril de 1981) és un exfutbolista belarús de la dècada de 2000.
Fou 58 cops internacional amb la selecció de Belarús.
Pel que fa a clubs, defensà els colors de BATE Borisov, FC Moscou, Zenit St. Petersburg i FC Torpedo Moscou.

## Referències

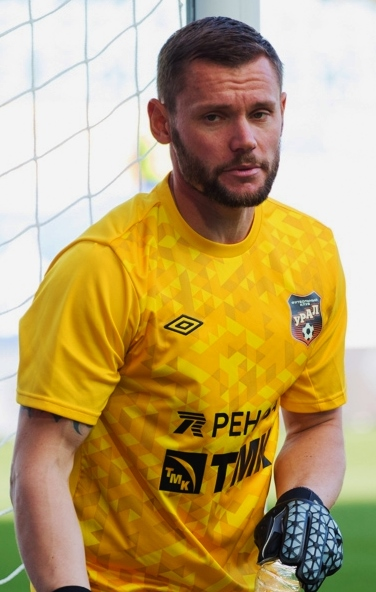
Zhevnov a Ural.